# 王建 (北魏)
王 建（おう けん、生没年不詳）は、北魏の軍人。本貫は広寧郡。

## 経歴
若くして拓跋氏の公主を妻に迎えた。386年（登国元年）、外朝大人となり、和跋ら13人とともに迭典庶事をつとめ、計謀に参与した。登国2年（387年）、拓跋珪（後の道武帝）が濡源におもむくと、王建は後燕の慕容垂のもとに使者として立ち、言動が堂々としていたため、慕容垂は王建の意気を認めた。王建は帰国すると、左大夫となった。兄の王回とその子たちに不法のことが多く、王建が実態をつぶさに報告すると、王回父子は処刑された。王建は拓跋珪の征戦に従って、20部あまりを撃破するのに功績があった。また劉衛辰との戦いに従軍して、戦功を挙げ、中部大人となった。
登国10年（395年）、参合陂の戦いに参加した。戦いの勝利の後、拓跋珪は捕虜とした後燕の将士の処遇について、才能ある者を登用し、残りには衣食を与えて帰郷させようとした。王建は生かしたままでは災いになるとして、殺害するよう進言した。諸将がみな王建の意見に賛同したため、拓跋珪は任用しなかった後燕の将士を穴埋めにした。
皇始元年（396年）、王建は後燕との戦いに参加し、後燕の広寧郡太守の劉亢泥を斬り、冠軍将軍の号を受けた。并州が平定され、拓跋珪が東方の井陘に進出すると、王建は5万騎を率いて先鋒をつとめ、征路を開いた。拓跋珪が常山に入ると、河北の諸郡は次々と北魏に降り、後燕は中山・鄴・信都の3城を残すのみとなった。珪の従兄弟拓跋儀が鄴を、王建が信都を、おのおの5万の兵を率いて攻撃した。王建らは60日あまりも城を攻め立てたが陥落させられず、多くの死傷者を出した。拓跋珪が自ら中山から信都に向かうと、後燕の冀州刺史の慕容鳳が夜間に城を抜け出したため、信都は北魏に降った。拓跋珪が鉅鹿に入ると、慕容宝を柏肆塢で撃破して、中山を包囲した。慕容宝が城を捨てて和龍に逃れたため、中山の城内は主のいない混乱状態になり、東門が閉められていなかった。拓跋珪はこれに乗じて夜間に城に乗りこもうとした。しかし王建が兵士による略奪を恐れて、夜明けを待つよう願い出たため、道武帝は入城を取りやめた。この夜のうちに中山の城内では慕容詳が主として擁立され、混乱は収拾されて門は閉ざされた。拓跋珪は連日攻め立てたが、中山城は落ちなかった。人を巣車に乗せて城内に投降を呼びかけさせたが、中山の人々は参合陂で投降した兵士のようになりたくないと、投降を拒否した。拓跋珪はこれを聞いて、王建の顔面に唾を吐きかけた。中山が平定されると、王建は濮陽公の爵位を受けた。天興元年（398年）、烏桓の庫傉官鳴が反乱を起こすと、王建はこの乱を討って平定した。太僕に転じ、真定公の爵位を受け、散騎常侍・冀青二州刺史の任を加えられた。死去すると、金陵に陪葬された。
子に王斤があり、王建の兄の王豆居の即丘侯の爵位を嗣ぎ、淮南公・鎮西将軍となったが、不法のことが多く、太武帝のときに処刑された。

## 伝記資料
- 『魏書』巻30 列伝第18
- 『北史』巻20 列伝第8